# Ynglingowie
Ynglingowie – ród skandynawskich władców plemiennych panujących w rejonie Starej Uppsali od V wieku. Na pochodzenie od Ynglingów powoływali się panujący do XI wieku władcy Szwecji oraz Norwegii (m.in. Harald Pięknowłosy).
Dzieje dynastii Ynglingów przedstawił Snorri Sturluson w dziele Saga o Ynglingach, pierwszej części Heimskringla[niewiarygodne źródło?].